# الرعاية الصحية في باكستان

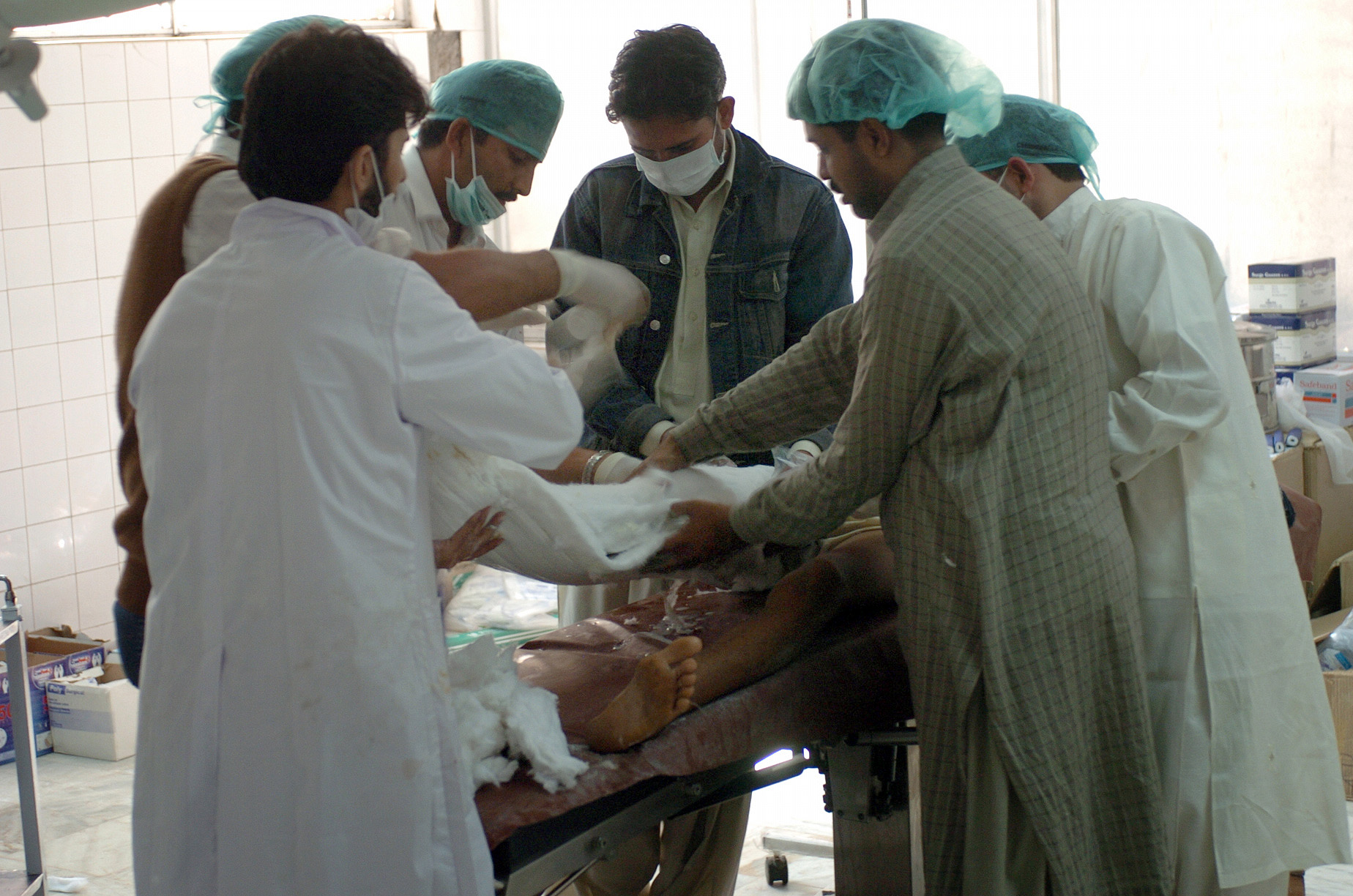

يعَد نظام تقديم الرعاية الصحية في باكستان معقدًا لأنه يضم أنظمة الرعاية الصحية الفرعية التي تقدّمها الحكومة الفيدرالية والإقليمية التي تتنافس مع أنظمة الرعاية الصحية الرسمية وغير الرسمية في القطاع الخاص. تُقدم الرعاية الصحية بشكل أساسي من خلال آليات خاصة بكل مرض مدارة عموديًا.
تضم المؤسسات المختلفة المسؤولة عن الرعاية الصحية: أقسام الرعاية الصحية الإقليمية والمنظمات شبه الحكومية ومؤسسات الأمن الاجتماعي والمنظمات غير الحكومية بالإضافة إلى القطاع الخاص. يتميّز قطاع الصحة في البلاد بتفاوت تقديم الرعاية الصحية بين المناطق الحضرية والريفية وعدم توازن القوى العاملة الصحية بينها بالإضافة إلى عدم كفاية مديري الصحة والممرضين والمساعدين الطبيين وقابلات التوليد الماهرات في المناطق النائية.
بلغ الدخل القومي الإجمالي في الباكستان 5,041 دولار لكل فرد في عام 2013، وبلغ إجمالي النفقة على الرعاية الصحية 129 دولار لكل فرد، ليشكل 2.6% من الدخل القومي الإجمالي في الباكستان.

## الرعاية بمرض السرطان
تظهر البيانات المتعلقة بالسرطان أنه من المرجح إصابة امرأة من أصل 9 نساء تقريبًا بسرطان الثدي في الباكستان، وهي من أعلى نسب الإصابة في قارة آسيا.
تضم مراكز السرطان الأكبر في الباكستان مستشفى ومركز الأبحاث شوكت خانوم التذكاري للسرطان في كاراشي ولاهور وبيشاوار بالإضافة إلى مستشفى جامعة آغا خان في كاراشي والهيئة الوطنية لأمراض الدم في كاراشي.

## سوء التغذية
يعد سوء التغذية أحد أبرز وأهم المشاكل الصحية العامة في الباكستان، وبشكل خاص بين الأطفال. وفقًا لمعلومات صادرة عن يونيسيف، ما يقارب نصف تعداد الأطفال في الباكستان يعانون من سوء التغذية. أظهرت إحصائيات وطنية أنه على مدار ما يقارب ثلاثة عقود، بقيت معدلات نقص النمو وسوء التغذية الشديدة عند الأطفال دون الخمس سنوات ثابتة بمعدلات 45% و16% على التوالي. علاوة على ذلك، صنف على المستوى الوطني ما يقارب 40% من هؤلاء الأطفال بكونهم دون الوزن الطبيعي، ويعاني 9% منهم من الدنف وهي الحالة التي تنحل فيها العضلات والنسج الشحمية نتيجة لسوء التغذية. وبالمثل، يحط الخطر على النساء، إذ تعاني نصف نساء الباكستان تقريبًا من فقر الدم المسبب عادةً بعوز الحديد.
يعد انعدام الأمن الغذائي من العوامل البارزة المساهمة في هذه القضية، يقدر البرنامج الغذائي العالمي أن ما يقارب واحدًا من كل شخصين في الباكستان تحت خطر انعدام الأمن الغذائي. يمكن بالمقابل نسب ذلك جزئيًا إلى التوسع الحضري السريع وهجرة نسبة كبيرة من الشعب، بعد تقسيم الهند والباكستان، والمشاكل الناجمة عن البنية التحتية، بالإضافة إلى عوامل أخرى.
على سبيل المثال، يؤثر تلوث مصادر الماء على الأمن المائي والغذائي، بالإضافة إلى مساهمته على المدى البعيد في نقص النمو والوزن، المسببين بعوز الوارد الغذائي وخسارة القيمة الغذائية من خلال الإسهال والزحار بالإضافة إلى الأمراض المنتقلة عبر الماء.

## الصحة النفسية

### مقدمة
تعد الصحة النفسية أكثر المجالات إهمالًا في الباكستان حيث يعاني 10 إلى 16% من الشعب أي ما يمثل أكثر من 14 مليون فرد من اضطراب نفسي خفيف إلى متوسط، وتشكل النساء النسبة الأكبر من المصابين. ربما لا تشمل هذه النسب عددًا كبيرًا من الأشخاص الذين لم يزوروا طبيبًا نفسيًا أبدًا بالإضافة إلى أولئك الذين ينكرون بشدة الحاجة إلى استشارة نفسية.

### السياسة والتشريعات
بعد تشكيل باكستان عام 1947، استمرت الولاية المشكّلة حديثًا بالعمل بقانون الجنون لعام 1912، الذي وضعته حكومة الهند البريطانية. ركّز القانون على الحجز أكثر من العلاج، بشكل خاص التعريف بالأدوية النفسية، كانت هناك حاجة إلى تشريعات محدّثة إلا أنها لم تصدر حتى عام 2011، فاستُبدل قانون الجنون عام 1912 وعُمل بقانون الصحة العقلية لعام 2011. بعد إقرار التعديل الثامن عشر لدستور الباكستان، أصبحت الصحة قضية إقليمية عوضًا عن كونه قضية فيدرالية أو اتحادية. في 8 أبريل عام 2010، تم حلّ الهيئة الفيدرالية للصحة العقلية وأوكلت المسؤوليات إلى الهيئات الإقليمية لتصبح مهمتها إقرار التشريعات المناسبة فيما يخص الصحة النفسية من خلال المجالس الخاصة. كان فقط لإقليم سند وبنجاب قانون صحة نفسية فظهرت هناك حاجة طارئة لأطر عمل بتشريعات مماثلة في الأقاليم الأخرى بهدف حماية حقوق الأفراد الذين يعانون اضطرابات نفسية.
نُقّحت سياسة الصحة النفسية في الباكستان آخر مرة عام 2003. وعّدلت خطة التأهب للكوارث أو الطوارئ التي تخص الصحة النفسية في عام 2006. لا توجد سياسة تحمي حقوق الأفراد المدانين في حال عانوا اضطرابًا نفسيًا. أقرت مؤخرًا المحكمة العليا في الباكستان أن الفصام لا يندرج بتعريفه القانوني ضمن الاضطرابات العقلية، الأمر الذي سمح بإعدام الفرد المصاب بالفصام عند إدانته بالقتل.

### خدمات رعاية الصحة النفسية
تشكل الميزانية المخصصة للصحة النفسية 0.4% من إجمالي نفقات الرعاية الصحية، وتقدر النفقات المصروفة للفرد الواحد بـ 0.01 دولار أمريكي. هناك فقط 5 مشافٍ للأمراض العقلية في الباكستان.
يبلغ عدد العيادات الخارجية للصحة النفسية في الباكستان 4,356 عيادة وعدد منشآت العلاج اليومي للصحة العقلية يبلغ 14 منشأة. بلغ عدد المنظمات غير الحكومية في الباكستان 18 منظمة تُعنى بأنشطة المساعدات الفردية مثل النصح أو الإيواء أو مجموعات الدعم. يبلغ إجمالي عدد الموارد البشرية العاملة في منشآت الصحة النفسية أو العيادات الخاصة 87.023 لكل 100,000 نسمة من بينهم 342 طبيب نفسي، ما يعني أنه بالكاد هناك طبيب نفسي واحد لكل نصف مليون فرد، ومن إجمالي هذا العدد هناك 45% منهم يعملون لصالح المنشآت الحكومية للصحة النفسية و51% منهم يعملون لصالح المنظمات غير الحكومية بالإضافة إلى المؤسسات الخاصة الأخرى، فيما يعمل 4% منهم في كل القطاعين. يشير ذلك إلى عدم تلبية البنية التحتية لاحتياجات الشعب فيما يخص الصحة النفسية.

### عبء الأمراض النفسية
يبلغ عبء الأمراض النفسية في سياق معدل السنة الحياتية للإعاقة 2,430 لكل 100,000 نسمة. حُدّدت مشاكل الصحة النفسية الشائعة في كل من المجتمعات الريفية والحضرية التي على ما يبدو لها صلة أو علاقة مع المحن الاجتماعية الاقتصادية ومشاكل العلاقات وفقدان الدعم الاجتماعي. يبدو أن معدلات الاكتئاب واضطرابات القلق في مستوياتها العليا، يليها اضطراب ثنائي القطب والفصام والأمراض النفسية الجسمية والاضطراب الوسواسي القهري واضطراب الكرب التالي للصدمة النفسية.

## الخدمات

### التمريض
يعد التمريض وفقًا للدكتور شيخ تنوير أحمد مكونًا رئيسيًا للرعاية الصحية في باكستان، وقد كان محط دراسة مكثفة تاريخيًا، واعتبر منذ عام 2009 قضية رئيسية في هذا البلد، وكان موضوع نقاش أكاديمي بين الكثير من الأكاديميين والممارسين. في عام 2009، أعلنت الحكومة الباكستانية عزمها على تحسين رعاية التمريض في البلاد.

### الطبابة السنية
في الوقت الحاضر هناك ما يزيد عن 70 مدرسة طب أسنان (عامة وخاصة) في جميع أنحاء باكستان. وفقًا لمجلس الطب وطب الأسنان الباكستاني، فإن الهيئة التنظيمية الحكومية لديها ما يصل إلى 11500 طبيب أسنان مسجل. يتوج التدريب مدة أربع سنوات في الحصول على درجة البكالوريوس في جراحة الأسنان، ما يتطلب تدريبًا إجباريًا إضافيًا مدة عام واحد ليجعل الطالب طبيب أسنان مسجل في باكستان.